# Stefan Lundin
Stefan Bertil Lundin, född 7 maj 1955 i Korskrogen i Ljusdals kommun, är en svensk tidigare fotbollsspelare och fotbollstränare.

## Karriär
Under sitt första år som tränare 1982 ledde Lundin Gefle IF till uppflyttning till allsvenskan. Han var under karriären huvudtränare för fem klubbar i allsvenskan. Efter säsongen 2006, då han mitt under säsongen avgått som tränare för BK Häcken, avslutade han tränarkarriären. 
2007 blev han anställd av Svenska Fotbollförbundet som riksinstruktör. Han blev därefter sportdirektör på Svensk Elitfotboll 2008, vilket han var tills han gick han i pension 2018. 2021–2024 satt han i AIK Fotbolls föreningsstyrelse.

## Klubbar

### Som spelare
- Brynäs IF (1968–1975)
- AIK (1976)
- Örebro SK (1976–1978)
- Gefle IF (1980–1981)

### Som tränare
- Gefle IF (1982–1983)
- Halmstads BK (1984–1986)
- CS Marítimo (1986–1987)
- Moss FK (1988)
- BK Häcken (1989–1991)
- Gefle IF (1992–1996)
- IFK Göteborg (1999–2002)
- Örebro SK (2003–2004)
- BK Häcken (2005–2006)